# Pteromalus smaragdus
Pteromalus smaragdus är en stekelart som beskrevs av Graham 1969. Pteromalus smaragdus ingår i släktet Pteromalus och familjen puppglanssteklar.
Artens utbredningsområde är:
- Spanien.
- Sverige.

Arten är reproducerande i Sverige. Inga underarter finns listade i Catalogue of Life.